# 피오르드랜드

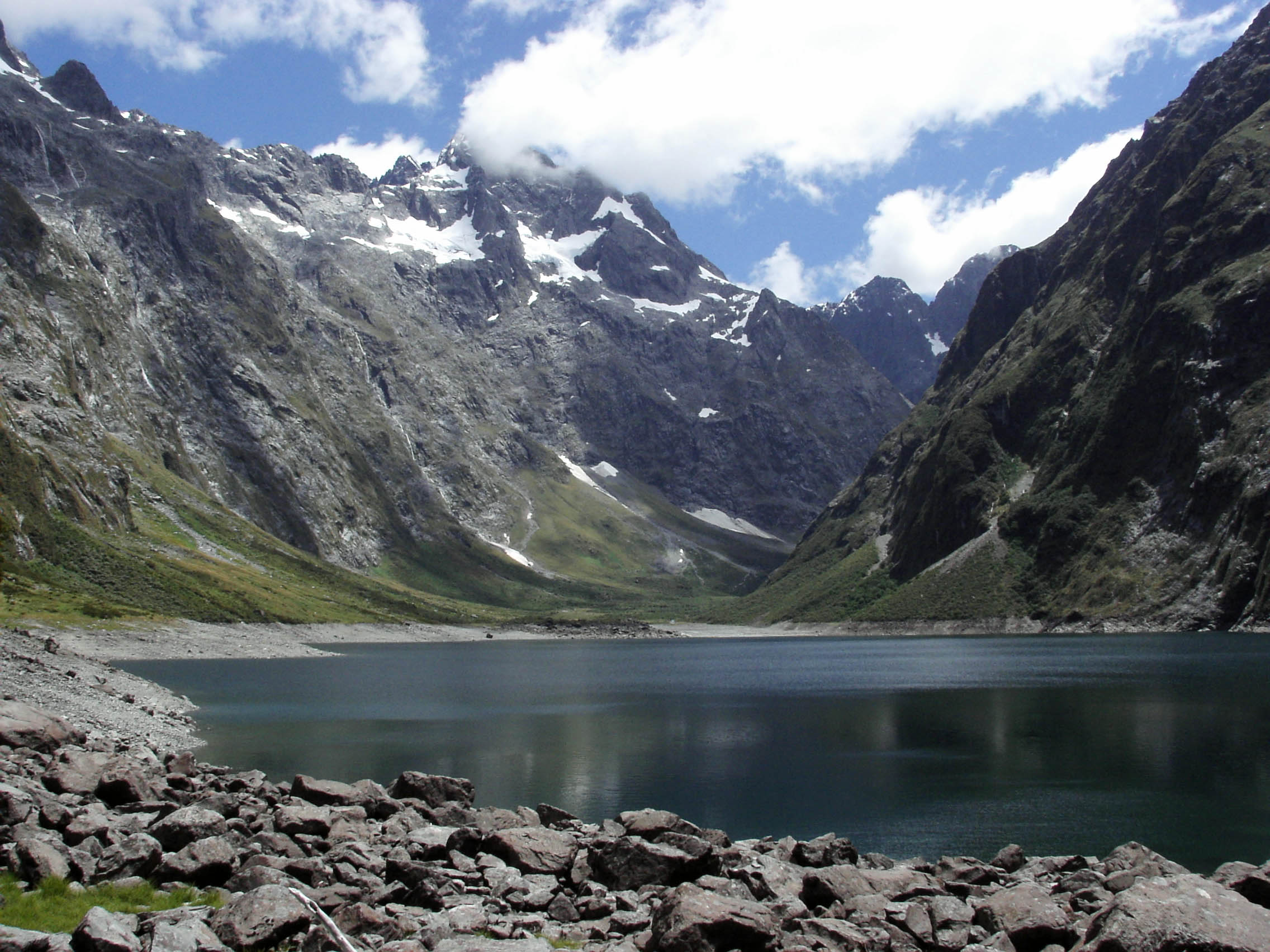

피오르드랜드(Fiordland)는 뉴질랜드 남섬 남서부 사우스랜드 지방의 서쪽 해안에 위치한 지역이다. 대부분은 피오르드랜드 국립공원에 포섭되어 있다. 피오르드랜드에는 브라운 폭포와 서덜랜드 폭포가 위치해 있는데, 이들은 세계에서 가장 낙차가 큰 폭포 중 하나이다.